# Christopher Mamengi
Christopher Emanuel Mamengi (* 3. April 2001 in Amersfoort) ist ein niederländischer Fußballspieler mit angolanischen Wurzeln.
Er steht bei Almere City unter Vertrag und ist niederländischer Nachwuchsnationalspieler.

## Karriere

### Verein
Christopher Mamengi begann mit dem Fußballspielen in seiner Geburtsstadt Amersfoort bei CJVV, bevor er über Roda '46 in der Nachbarstadt Leisden in die Jugendakademie des FC Utrecht wechselte. In der Saison 2016/17 spielte er in sieben Partien in der B-Junioren Eredivisie (ein Tor), in der Saison darauf spielte er sechsmal in der Vorrunde. In der Spielzeit 2018/19 debütierte Christopher Mamengi – nach zwei Einsätzen für die A-Jugend (U19) in der Vorrunde A-Junioren Eredivisie – für die zweite Mannschaft in der zweithöchste niederländischen Spielklasse, als er am 22. Oktober 2018 bei einer 1:6-Niederlage im Heimspiel gegen den FC Twente in der Anfangsformation stand. Insgesamt kam er in dieser Saison zu 18 Einsätzen bei für die zweite Mannschaft.
Im April 2019 unterschrieb er einen Vertrag mit einer Laufzeit bis 2023, der durch eine Option um ein weiteres Jahr verlängert werden kann. Bei Abbruch der Saison infolge der COVID-19-Pandemie hatte er 19 von 29 möglichen Ligaspielen bestritten. Am 19. August 2019 schoss er dabei beim 2:1-Sieg gegen TOP Oss sein erstes Tor für die zweite Mannschaft.
In der Saison 2020/21 bestritt er nur ein Spiel. Ab dem 3. Spieltag fiel er aufgrund einer Knieverletzung aus. In der kommenden Saison waren es 28 von 38 möglichen Ligaspielen, in denen er zwei Tore schoss. 
Mitte August 2023 wechselte er zum Aufsteiger in die Eredivisie Almere City, wo einen Vertrag mit einer Laufzeit von drei Jahren sowie der Option der Verlängerung um ein weiteres Jahr unterschrieb.

### Nationalmannschaft
Christopher Mamengi absolvierte zwei Einsätze für die niederländische U16-Nationalmannschaft und nahm mit der U17 an der Europameisterschaft 2018 in England teil. Während des Turniers kam er in allen fünf Partien seiner Mannschaft zum Einsatz und konnte im Endeffekt den Titelgewinn feiern. Für die U17-Nationalmannschaft kam Mamengi zu neun Einsätzen. In der Folgezeit absolvierte er vier Einsätze für die niederländische U18 und wurde Ende August 2019 von Trainer Maarten Stekelenburg für den Kader der niederländischen U19-Nationalmannschaft für die Testspiele gegen Italien und Portugal nominiert.

## Erfolge
- U17-Europameister: 2018